# Lípa v Choustníkově Hradišti
Lípa v Choustníkově Hradišti je památný strom – lípa srdčitá nacházející se v městysu Choustníkovo Hradiště v okrese Trutnov.
Stav k 16.9.2009
- výška: 22 m
- obvod kmene: 430 cm
- výška koruny: 16 m
- šířka koruny: 9 m
- stáří: 200 let[1]

## Galerie

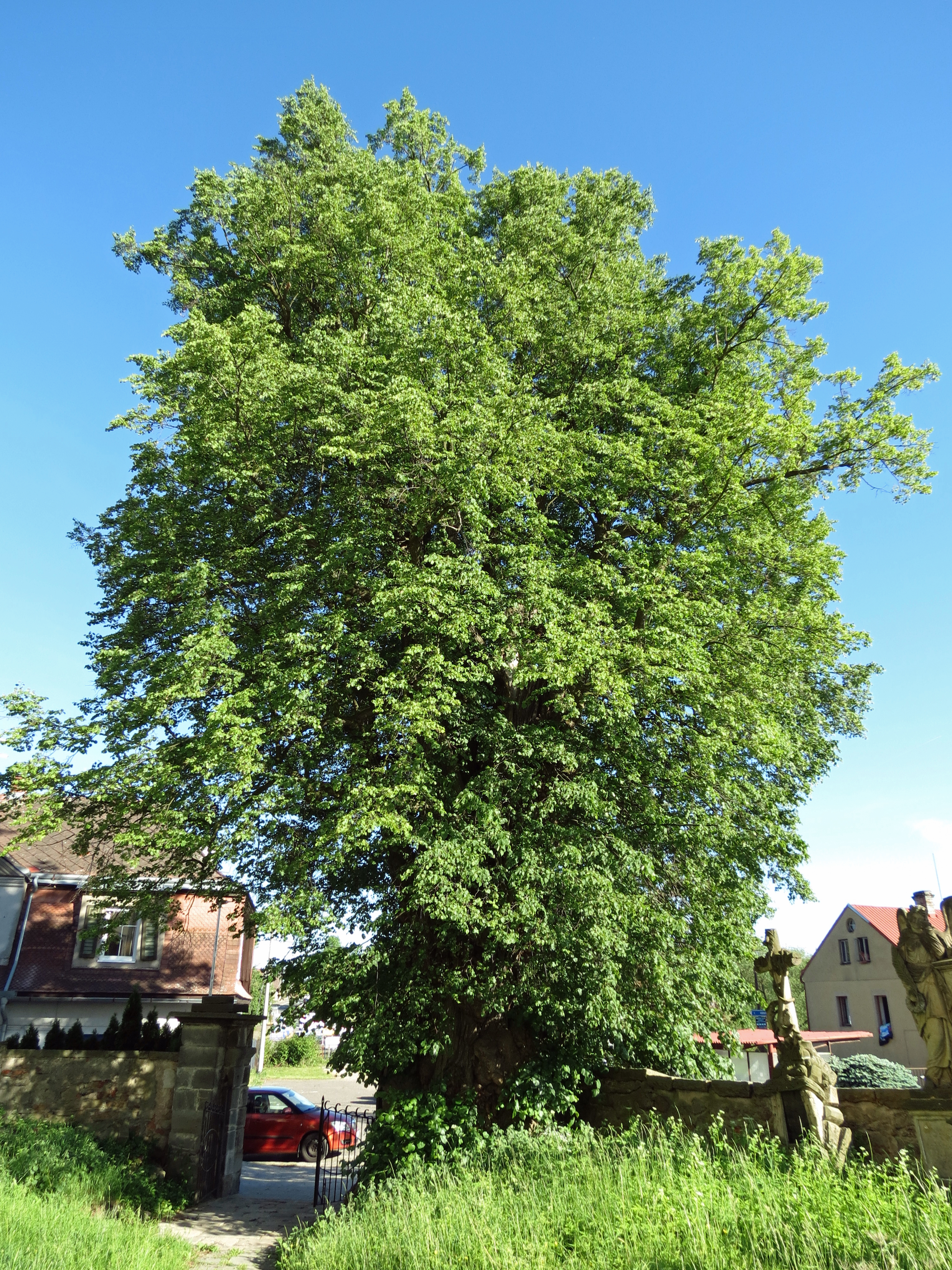
Jaro 2017
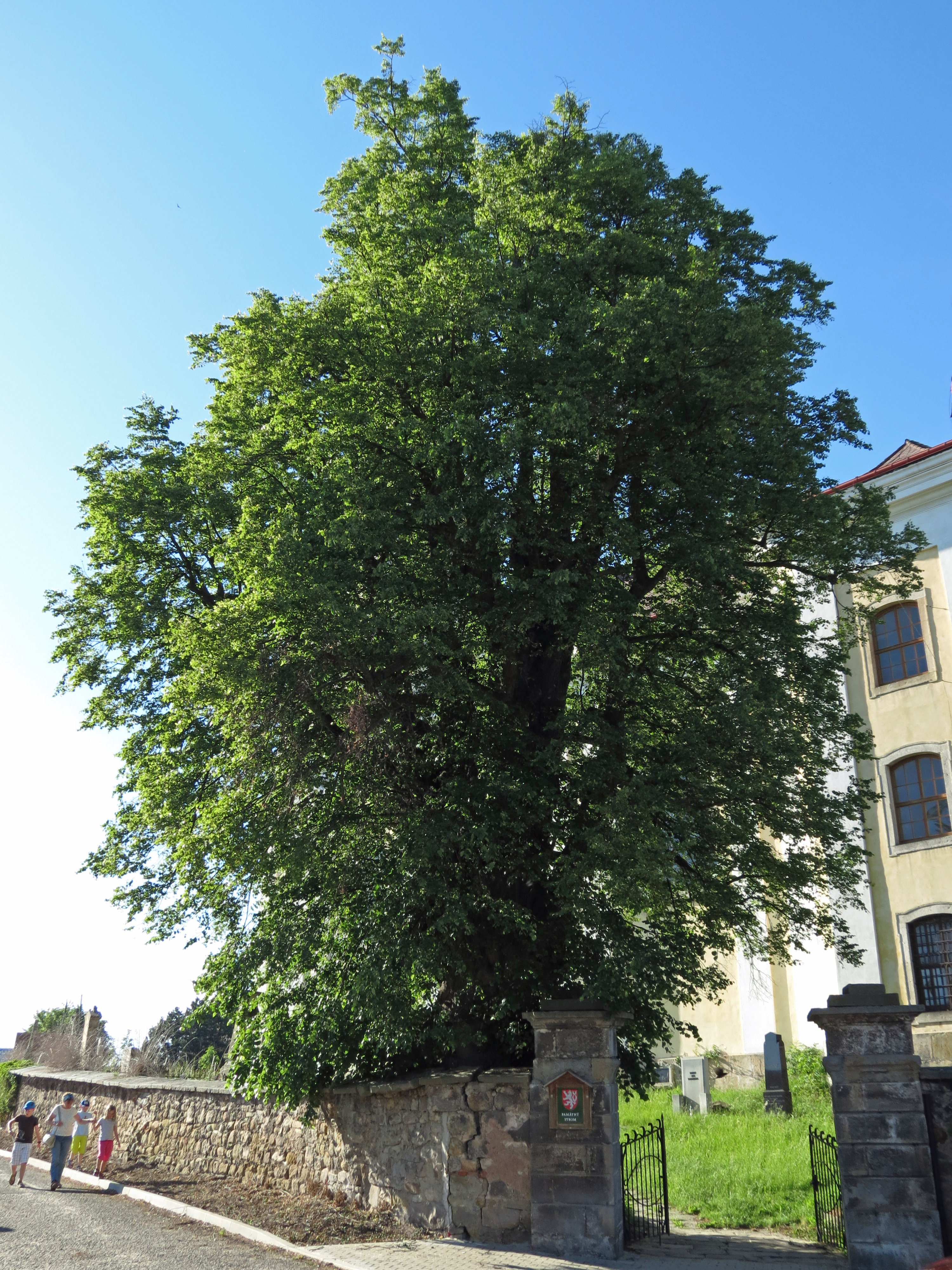
Jaro 2017